# Valleyfair
Koordinaten: 44° 47′ 55″ N, 93° 27′ 12″ W
Valleyfair ist ein US-amerikanischer Freizeitpark in Shakopee, Minnesota, der am 25. Mai 1976 eröffnet wurde. Der Park wird von Cedar Fair Entertainment Company betrieben. Zum Park gehört auch noch der Wasserpark Soak City.

## Liste der Achterbahnen

### Bestehende Achterbahnen
| Name           | Typ                                                 | Hersteller                   | Eröffnungsjahr |
| -------------- | --------------------------------------------------- | ---------------------------- | -------------- |
| Corkscrew      | Stahlachterbahn mit Inversionen                     | Arrow Dynamics               | 1980           |
| Cosmic Coaster | Familienachterbahn, Powered Coaster                 | Zamperla                     | 2011           |
| Excalibur      | Hybrid Coaster                                      | Arrow Dynamics               | 1989           |
| High Roller    | Holzachterbahn                                      | Rauenhorst Corporation       | 1976           |
| Mad Mouse      | Wilde Maus                                          | Arrow Dynamics               | 1999           |
| Renegade       | Holzachterbahn                                      | Great Coasters International | 2007           |
| Steel Venom    | Launched Coaster, Inverted Coaster, Shuttle Coaster | Intamin                      | 2003           |
| Wild Thing     | Hyper Coaster                                       | D.H. Morgan Manufacturing    | 1996           |

### Geschlossene Achterbahnen
| Name       | Typ              | Hersteller              | Eröffnung | Schließung |
| ---------- | ---------------- | ----------------------- | --------- | ---------- |
| Mild Thing | Kinderachterbahn | Allan Herschell Company | 1976      | 2010       |
| Rails      | Stahlachterbahn  | Schwarzkopf             | 1979      | 1998       |